# Pallamano Trieste 1982-1983
Questa pagina raccoglie i dati riguardanti la Pallamano Trieste nelle competizioni ufficiali della stagione 1982-1983.

## Rosa
| N  | Naz                   | Ruolo    | Giocatore         |
| -- | --------------------- | -------- | ----------------- |
| 1  | Jugoslavia (bandiera) | Portiere | Ivan Puspan       |
| 12 | Italia (bandiera)     | Portiere | Paolo Marion      |
| 3  | Italia (bandiera)     | Terzino  | Piero Sivini      |
| 4  | Italia (bandiera)     | Pivot    | Giorgio Oveglia   |
| 5  | Italia (bandiera)     | Terzino  | Pischianz Roberto |
| 8  | Italia (bandiera)     | Pivot    | Claudio Schina    |
| 10 | Italia (bandiera)     | Terzino  | Giuliano Calcina  |
| 11 | Italia (bandiera)     | Ala      | Lassini           |
| 13 | Italia (bandiera)     | Ala      | Furio Scropetta   |
| 14 | Italia (bandiera)     | Terzino  | Marco Bozzola     |
| 15 | Italia (bandiera)     | Terzino  | Massimo Agostini  |
| 20 | Italia (bandiera)     | Ala      | Michele Angelini  |

## Classifiche

### Stagione regolare
|  | Pos. | Squadra          | Pt | G  | V  | N | S  | GF  | GS  | D    | Note                             |
|  | ---- | ---------------- | -- | -- | -- | - | -- | --- | --- | ---- | -------------------------------- |
|  | 1.   | Trieste          | 39 | 22 | 19 | 1 | 2  | 556 | 375 | +181 | Qualificato ai play off scudetto |
|  | 2.   | Teramo           | 29 | 22 | 13 | 3 | 6  | 660 | 583 | +77  | Qualificato ai play off scudetto |
|  | 3.   | Brixen           | 29 | 22 | 13 | 3 | 6  | 530 | 441 | +89  | Qualificato ai play off scudetto |
|  | 4.   | Scafati          | 27 | 22 | 13 | 1 | 8  | 581 | 502 | +79  | Qualificato ai play off scudetto |
|  | 5.   | Cassano Magnago  | 27 | 22 | 13 | 1 | 8  | 590 | 532 | +58  | Qualificato ai play off IHF Cup  |
|  | 6.   | Gaeta            | 25 | 22 | 12 | 1 | 9  | 482 | 463 | +19  | Qualificato ai play off IHF Cup  |
|  | 7.   | Rovereto         | 22 | 22 | 10 | 2 | 10 | 441 | 422 | +19  | Qualificato ai play off IHF Cup  |
|  | 8.   | Pallamano Rimini | 21 | 22 | 9  | 3 | 10 | 530 | 542 | -12  | Qualificato ai play off IHF Cup  |
|  | 9.   | Bologna 1969     | 18 | 22 | 8  | 2 | 12 | 547 | 538 | +9   | Relegato ai play out salvezza    |
|  | 10.  | Follonica        | 14 | 22 | 5  | 4 | 13 | 547 | 635 | -88  | Relegato ai play out salvezza    |
|  | 11.  | Reggio Emilia    | 13 | 22 | 5  | 3 | 14 | 508 | 552 | -44  | Relegato ai play out salvezza    |
|  | 12.  | Neapolis         | 0  | 22 | 0  | 0 | 22 | 337 | 721 | -384 | Relegato ai play out salvezza    |

### Play off scudetto
|  | Pos. | Squadra | Pt | G | V | N | S | GF  | GS  | D   | Note                                        |
|  | ---- | ------- | -- | - | - | - | - | --- | --- | --- | ------------------------------------------- |
|  | 1.   | Trieste | 14 | 6 | 5 | 0 | 1 | 159 | 127 | +32 | Qualificato alla Coppa dei Campioni 1983-84 |
|  | 2.   | Teramo  | 9  | 6 | 3 | 0 | 3 | 183 | 182 | +1  | Qualificato alla Coppa delle Coppe 1983-84  |
|  | 3.   | Brixen  | 6  | 6 | 2 | 0 | 4 | 136 | 158 | -22 |                                             |
|  | 4.   | Scafati | 5  | 6 | 2 | 0 | 4 | 163 | 183 | -20 |                                             |